# Galaxie naine

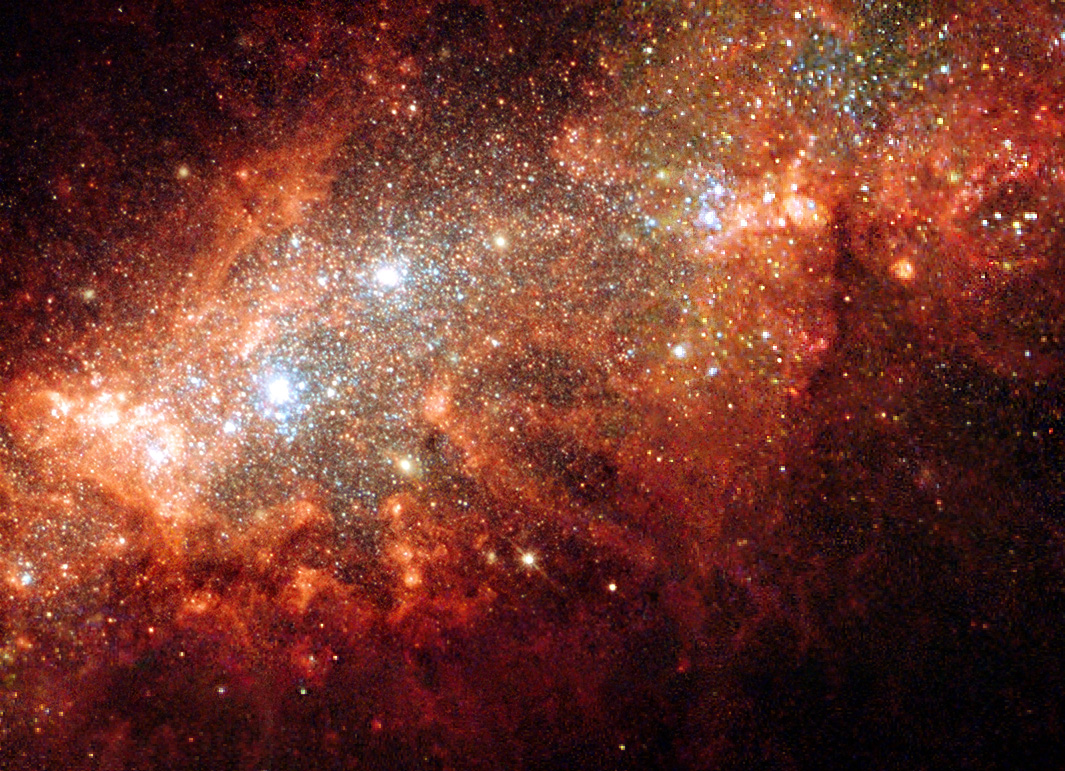
NGC 1569, une galaxie naine située à une dizaine de millions d'années-lumière de la Terre.

Une galaxie naine est une petite galaxie composée de 1000 à quelques milliards d'étoiles, un nombre relativement faible par rapport aux 200 à 400 milliards d'étoiles estimés de la Voie lactée. Les galaxies naines sont le type de galaxies le plus abondant dans l'univers.
Certaines galaxies naines gravitent autour de galaxies plus importantes comme la Voie lactée, la galaxie d'Andromède ou la galaxie du Triangle. La Voie lactée possède plus d'une trentaine de galaxies naines satellites. La plus grande d'entre elles est le Grand Nuage de Magellan, d'un diamètre d'environ 15000 années-lumière.
Les deux plus petites, la galaxie naine de la Carène et la galaxie du Lion II ont un diamètre d'environ 1600 années-lumière.
Les galaxies naines présentent plusieurs morphologies différentes : elliptiques (dont le sous-type sphéroïdal),  spirales et irrégulières.

## Différents types

### Galaxies naines bleues compactes

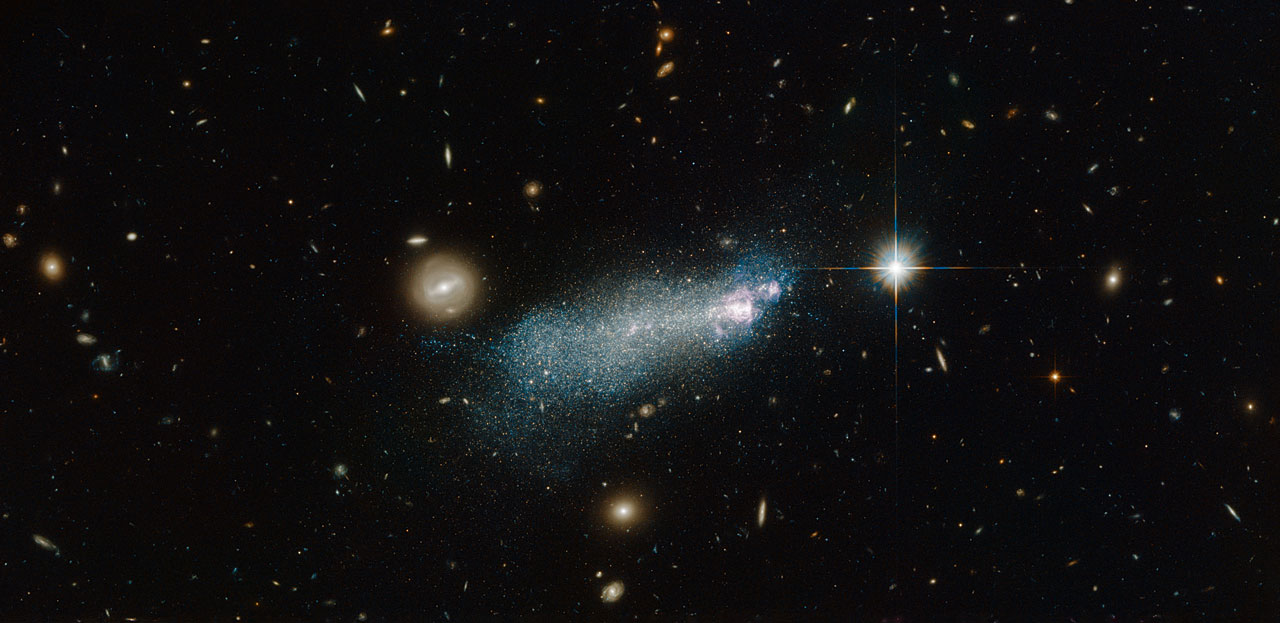
La galaxie naine bleue compacte PGC 51017.

Une galaxie naine compacte bleue (ou galaxie BCD, pour l'anglais blue compact dwarf, « naine compacte bleue ») est une petite galaxie comportant de grands amas d'étoiles jeunes, chaudes et massives. Ces étoiles, dont les plus brillantes sont bleues, font apparaître la galaxie elle-même en bleu. La plupart sont irrégulières ou lenticulaires. Des exemples proches sont NGC 1705, NGC 2915, NGC 3353 et I Zw 36 (en),,,.

### Galaxies naines ultra-pâles
Une galaxie naine ultra-pâle (ou galaxie UFD, pour l'anglais ultra-faint dwarf, « naine ultra-faible ») est une galaxie comportant de quelques centaines à cent mille étoiles. Ces galaxies, les moins lumineuses de l'Univers, ressemblent aux amas globulaires mais ont des propriétés très différentes : elles sont plus étendues et, contrairement à ces amas, elles comportent une quantité importante de matière noire. Elles ont été découvertes en 2005 par le Sloan Digital Sky Survey,.

### Galaxies naines à noyau compact
Une fraction notable des galaxies naines abritent en leur centre un amas d'étoiles compact, composé de centaines de milliers ou de millions d'étoiles. Ces amas, appelés noyaux stellaires compacts, sont le type de système stellaire le plus dense de l'Univers.
En 2025, on observe directement pour la première fois la fusion de deux amas globulaires au sein d'une galaxie naine. On pense que ce type de fusion est à l'origine des noyaux stellaires compacts,.

### Galaxies naines ultracompactes
Une galaxie naine ultracompacte (ou galaxie UCD, pour l'anglais ultra-compact dwarf, « naine ultra-compacte ») est une galaxie ayant une densité stellaire très élevée. Les premières galaxies de ce type ont été découvertes dans les années 2000,,. On en a notamment trouvé dans les amas de la Vierge, du Fourneau, Abell 1689 et de la Chevelure de Bérénice. En particulier, une centaine de galaxies UCD ont été détectées dans la région centrale de l'amas de la Vierge.
Les galaxies UCD mesurent environ 200 années-lumière et comportent une centaine de millions d'étoiles. Un exemple extrême est M60-UCD1, qui renferme environ 200 millions de masses solaires dans un rayon de 160 a-l (la moitié de cette masse est concentrée dans un rayon de 80 a-l) ; sa zone centrale est 15 000 fois plus densément peuplée que la zone de la Voie lactée où se trouve le Soleil (les étoiles sont en moyenne 25 fois plus proches les unes des autres),. M59-UCD3 (en) est 40 % plus lumineuse que M60-UCD1 (magnitude absolue d'environ −14,6) pour une taille comparable (rayon effectif d'environ 20 pc), ce qui fait de M59-UCD3 la galaxie connue la plus dense. Sur la base des vitesses orbitales stellaires, deux UCD de l'amas de la Vierge comporteraient un trou noir supermassif comptant respectivement pour 13 et 18 % de la masse de ces galaxies.
On pense que les galaxies UCD sont les noyaux d'anciennes galaxies elliptiques naines qui ont été dépouillées de leur gaz et des étoiles périphériques par les forces de marée, lors de la traversée d'amas galactiques. Cette explication est corroborée en 2023 par la découverte, dans l'amas de la Vierge, des restes érodés de 106 galaxies naines ; ces objets représentent divers stades intermédiaires entre les galaxies naines à noyau compact et les galaxies naines ultracompactes,.

## Décompte et modèles de formation
Au cours des années 1990 et 2000 on n'a détecté que dix galaxies naines à proximité de la Voie lactée, très loin des centaines prévues par les modèles de formation des galaxies. En 2020 on en décomptait une soixantaine, tandis que les modèles avaient revu leurs prédictions à la baisse (environ 220).
De 2017 à 2023, une étude systématique d'une petite portion du ciel par le télescope Subaru découvre cinq nouvelles galaxies naines satellites de la Voie lactée ce qui, par extrapolation à l'ensemble du ciel, en porterait le nombre à environ 500. En 2024, l'observatoire Canada-France-Hawaï montre également une surabondance autour de 50 galaxies situées jusqu'à 150 millions d'années-lumière de la Terre : il a détecté une dizaine de galaxies naines satellites de chacune de ces galaxies, alors que les modèles actuels prévoient qu'avec son degré de résolution il n'aurait dû en détecter que trois, en moyenne. Au lieu d'une excessive rareté, c'est donc une abondance apparemment excessive qu'une révision des modèles devra expliquer.